# おかしなエルフと女子高生
『おかしなエルフと女子高生』（おかしなエルフとじょしこうせい）は、東385による日本の漫画作品。竹書房のウェブコミック配信サイト『ストーリアダッシュ』で2022年8月26日より連載中。

## あらすじ
妖精が住む異世界にあるアウインの森で母から受け継いだお菓子屋を営むエルフのアリス・アイオライトは多額の借金を抱え、店の立地が良くないことに悩んでいた。ある日の晩、アリスは願いの泉に「おいしい果物を使ったお菓子を作りたい」と祈りを捧げるが、足を滑らせて泉に転落してしまう。そして浮かび上がった先は、人間界にある民家の洗濯機の中だった。
いきなり洗濯機から飛び出して来たアリスに驚いた女子高生の藍咲るりは、自身もお菓子を作るのが特技と言うこともあり意気投合。これまで培った洋菓子の製法を活かし、アリスが異世界から持参した人間界には無い果物を使ったレシピの開発に取り組むことになる。

## 登場キャラクター
アリス・アイオライト
アウインの森で単身お菓子屋を営むエルフ。200歳。森の一帯は先代の店主であった母親が失踪したのと時を同じくして出現した浮遊島のせいで日当たりが悪く、果物が採れないせいで材料の調達に苦心し店の借金は膨らむばかり。願いの泉に足を滑らせたことが原因で人間界へ転移し、そこで知り合ったるりから異世界の果物を使った新作レシピを教わりながら借金の完済を目指すことになる。
金髪碧眼でスタイルが良く、耳が尖っていて人間界でそのまま出歩くと目立つため、藍咲家の外を出歩く時はショールで耳を隠す。人間界から妖精界へ帰還する時は洗濯機を使わず、魔法陣を描いてワープする。
藍咲 るり（あいさき るり）
人間界の女子高生。両親は本職のパティシエで海外勤務のため、一軒家で1人暮らしをしている。いきなり洗濯機から飛び出して来たアリスが持参した妖精界の果物に興味を持ち、自身の特技でもあった洋菓子の知識を生かしたレシピを伝授して借金返済に協力することになった。
アリスの帰還に巻き込まれる形で異世界へ転移したことがあり、その時はアリスの魔法で頭に猫耳を生やして獣人のふりをしていた。
ニャーム
アリスが飼っているネコのような顔をしたスライム。
ミニッツ・スフェーン
ウサギ耳の獣人。アリスの友人で、店の常連客。
オークの借金取り
アリスが抱える借金を取り立てるために店へ押しかけるオークの2人組。
ドワーフ
鍛冶の店を営むドワーフの職人。アリスに頼まれて異世界には無い人間界の器具を特注で作り出す。
ハーツ・ベリル
異世界にある王国の女王。るりの協力で新作を次々に発売して評判となったアリスを城に呼び、客人をもてなすためのお菓子を作って欲しいと依頼した。

## 書誌情報
- 東385『おかしなエルフと女子高生』、竹書房〈バンブー・コミックス〉、全3巻
  1. 2023年5月6日初版発行（同日発売[2]）、ISBN 978-4-8019-8035-8
  2. 2023年8月7日初版発行（同日発売[3]）、ISBN 978-4-8019-8111-9
  3. 2024年3月7日発売[4]、ISBN 978-4-8019-8266-6